# Rutina (flavonoide)
Rutina, también llamada rutósido, rutinósido, quercetin-3-rutinósido y soforina, es un glucósido flavonoide (que también incluyen hesperidina, quercetina, eriodictiol y citron y es esencial para la absorción de vitamina C) encontrado en algunas plantas. Se ha encontrado este compuesto en los pecíolos de las especies de los géneros Rheum y Asparagus, y también en algunas frutas, en especial cítricos. Su nombre proviene de Ruta graveolens, una planta que también contiene rutina. A veces se la refiere como vitamina P, pero no es estrictamente una vitamina.

## Estructura química
La rutina es el glucósido entre el flavonol quercetina y el disacárido rutinosa. La rutina se forma creando enlace entre el disacárido y el grupo hidroxilo de la quercetina.

## Rol como ligando
Puede combinarse con cationes[cita requerida], proveyendo nutrientes a las células de las plantas[cita requerida]. En humanos, liga el ion Fe2+, previniendo su enlace al peróxido de hidrógeno, que de otra manera formaría un altamente reactivo radical libre que podría dañar las células. Es también un antioxidante, y un potente inhibidor VEGF (inhibidor de la angiogénesis), y también cumple un rol inhibiendo algunos cánceres.

## Efectos en la salud
- La rutina inhibe la agregación plaquetaria, así como disminuyendo la permeabilidad vascular, haciendo la sangre menos espesa y mejorando la circulación.
- La rutina tiene actividad antiinflamatoria.[6]
- La rutina inhibe la actividad de la aldosa reductasa, una enzima normalmente presente en el ojo  y otras partes del cuerpo. Ayuda a transformar la glucosa en sorbitol.
- Se ha reportado que produce efectos analgésicos y antiinflamatorios que involucran la participación de receptores a opioides y la modulación de áreas cerebrales de la vía descendente del dolor, tal como la sustancia gris periacueductal ventrolateral.[7]

La rutina también es usada en veterinaria para el tratamiento y manejo del quilotórax en perros y gatos.

## Investigación
La rutina y otros flavonoles dietéticos se encuentran en investigación clínica preliminar por sus posibles efectos biológicos, como en la reducción del síndrome postrombótico, la insuficiencia venosa o la disfunción endotelial , pero no hubo evidencia de alta calidad para sus usos seguros y efectivos a partir de 2018. Como flavonol entre flavonoides similares, la rutina tiene baja biodisponibilidad debido a una mala absorción, alto metabolismo y una rápida excreción que, en conjunto, hacen que su potencial de uso como agente terapéutico sea limitado.

## Rol enmicorrización
Además, se ha demostrado que la rutina presente en las raíces de Eucalipto posee la función de estimular el crecimiento de las hifas de Pisolithus tinctorius (hongo con el cual forma simbiosis ectomicorrícica) a concentraciones muy bajas. Sin embargo, esta molécula también tiene un efecto estimulante en el desarrollo de las hifas en hongos patógenos, demostrando su gran importancia pero también su inespecificidad en el desarrollo de distintos tipos de hongos.